# Classica di San Sebastián 2001
La Classica di San Sebastián 2001, ventunesima edizione della corsa e valevole come prova della Coppa del mondo 2001, si svolse l'11 agosto 2001, per un percorso totale di 227 km. Fu vinta dal francese Laurent Jalabert, al traguardo con il tempo di 5h17'54" alla media di 42.844 km/h.
Al traguardo 157 ciclisti portarono a termine la gara.

## Squadre partecipanti
| N.      | Cod. | Squadra                          |
| ------- | ---- | -------------------------------- |
| 1-8     | RAB  | Rabobank                         |
| 11-18   | FAS  | Fassa Bortolo                    |
| 21-28   | LOT  | Lotto-Adecco                     |
| 31-38   | TEL  | Team Deutsche Telekom            |
| 41-48   | ONE  | ONCE-Eroski                      |
| 51-58   | MAP  | Mapei-Quick Step                 |
| 61-68   | LAM  | Lampre-Daikin                    |
| 71-78   | BAN  | iBanesto.com                     |
| 81-88   | LIQ  | Liquigas-Pata                    |
| 91-98   | COF  | Cofidis, le Crédit par Téléphone |
| 101-108 | DFF  | Domo-Farm Frites                 |
| 111-118 | SAE  | Saeco Macchine per Caffè         |
| 121-128 | EUS  | Euskaltel-Euskadi                |

| N.      | Cod. | Squadra                      |
| ------- | ---- | ---------------------------- |
| 131-138 | CST  | CSC-Tiscali                  |
| 141-148 | MCY  | Mercury-Viatel               |
| 151-158 | USP  | US Postal Service            |
| 161-168 | TAC  | Tacconi Sport-Vini Caldirola |
| 171-178 | FES  | Festina-Lotus                |
| 181-188 | KEL  | Kelme-Costa Blanca           |
| 191-198 | C.A  | Crédit Agricole              |
| 201-208 | COA  | Team Coast                   |
| 211-218 | MER  | Mercatone Uno-Stream TV      |
| 221-228 | ALS  | Alessio                      |
| 231-238 | REL  | Relax-Fuenlabrada            |
| 241-248 | JAZ  | Jazztel-Costa de Almeria     |

## Ordine d'arrivo (Top 10)
| Pos. | Corridore            | Squadra  | Tempo    |
| ---- | -------------------- | -------- | -------- |
| 1    | Laurent Jalabert     | CSC      | 5h17'54" |
| 2    | Francesco Casagrande | Fassa B. | s.t.     |
| 3    | Davide Rebellin      | Liquigas | s.t.     |
| 4    | Wladimir Belli       | Fassa B. | s.t.     |
| 5    | Serge Baguet         | Lotto    | a 26"    |
| 6    | Stefano Garzelli     | Mapei    | a 34"    |
| 7    | Piotr Wadecki        | Domo     | s.t.     |
| 8    | Andrea Ferrigato     | Alessio  | s.t.     |
| 9    | Erik Dekker          | Rabobank | s.t.     |
| 10   | Javier Pascual Llor. | Kelme    | s.t.     |